# クラウス・ヘルヴィヒ
クラウス・ヘルヴィヒ（Klaus Hellwig, 1941年8月3日 - ）は、ドイツのピアノ奏者。

## 来歴
エッセン出身。地元でデトレーフ・クラウスにピアノを師事し、パリでピエール・サンカンの薫陶も受けた。またキジアーナ音楽院でグイド・アゴスティの指導も受けたほか、ヴィルヘルム・ケンプの謦咳にも接した。
1965年のロン＝ティボー国際コンクールのピアノ部門で第七位入賞し、翌年のヴィオッティ国際音楽コンクールで優勝した。ソリストとしての活動の傍らで室内楽も盛んに演奏し、ヴァイオリニストのキム・ヤンウクとのデュオ、細君のミー・ジョー・リーとのピアノ・デュオ等を継続的に行った。2007年にはクリスティアーネ・エディンガーとルイス・クラレットとでベルリン三重奏団を結成している。
1980年からベルリン芸術アカデミーで教鞭をとる。